# 井内谷川
井内谷川（いうちだにがわ）、井ノ内谷川（いのうちだにがわ）は、徳島県三好市を流れる吉野川水系の河川である。

## 地理
三好市（三好郡井川町）にある日ノ丸山（標高1240.2m）の水源から井川町を経て吉野川に合流する。下流では徳島県道140号大利辻線と並行して流れている。河川には落差約14mの不動滝（釣鐘滝）がかかる。

## 支流
- 下影谷川
- 岩坂谷川

## 名所
- 御来迎の滝
- 不動滝（釣鐘滝）
- 地福寺（新四国曼荼羅霊場・六十六番札所）

## 流域の主な施設
- 三好市立井内小学校
- 三好市立辻小学校
- JR辻駅

## 流域の自治体
徳島県
三好市